# Acleisanthes angustifolia
Acleisanthes angustifolia är en underblomsväxtart som först beskrevs av John Torrey, och fick sitt nu gällande namn av R.A.Levin. Acleisanthes angustifolia ingår i släktet Acleisanthes och familjen underblomsväxter. Inga underarter finns listade i Catalogue of Life.